# Eugène Van Huffel
Eugène Barthélémy Charles Van Huffel (Gent, 14 juli 1803 - 26 juni 1859) was een Belgisch volksvertegenwoordiger.

## Levensloop
Hij was een zoon van de portretschilder en katoenfabrikant Pierre Van Huffel en van Marie-Antoinette Van Damme. Hij trouwde met Ida De Ruyck.
Hij promoveerde tot doctor in de rechten (1827) aan de universiteit van Gent en vestigde zich als advocaat in Gent. In 1847-1848 was hij stafhouder.
In 1830 behoorde hij tot de Gentse orangisten. Hij ondertekende petities tegen de scheiding tussen noord en zuid en was betrokken bij het orangistisch complot van 2 februari 1831. In ophefmakende processen trad hij op voor orangistische complotsmeders: Barth, Bas en generaal graaf Vandermeeren.
De regeringsvijandige Amis de l'Ordre et du Repos Public deed hem in 1836 verkiezen als provincieraadslid voor Oost-Vlaanderen en hij bleef dit tot in 1847. Zoals de meeste orangisten stapte hij over naar de liberale partij. Hij werd in 1847 liberaal volksvertegenwoordiger voor het arrondissement Gent, in opvolging van Léandre Desmaisières en vervulde dit mandaat tot aan de verkiezingen van juni 1848.
Na 1848 verliet hij de politiek, nam ontslag uit de vrijmetselaarsloge Septentrion en werd diep gelovig. Hij zette zich voornamelijk in voor de armenzorg langs de Conferentie van de H. Vincentius a Paulo. Zijn activiteiten werden bemoeilijkt door een jarenlange slepende ziekte.